# Europese kampioenschappen kyokushin karate 2001 (IFK)
De Europese kampioenschappen karate 2001 waren door de International Federation of Karate (IFK) georganiseerde kampioenschappen voor kyokushinkai karateka's. De derde editie van de Europese kampioenschappen vond plaats in het Duitse Berlijn.

## Resultaten
| Gewichtsklasse | Goud               | Zilver              | Brons                        |
| -------------- | ------------------ | ------------------- | ---------------------------- |
| Lichtgewicht   | Alexeyev Alexey    | Vyacheslav Lukyanov | David Godino Mariusz Janicki |
| Middengewicht  | Maxim Dedik        | Stefan Hofer        | Kenny Jarvis Dennis Moorkens |
| Zwaargewicht   | Anzor Shikhabakhov | Crit Atakan         | Domingo Quinones Ricky Tyler |